# Marcos Sagasti
José Marcos Sagasti Pérez de Mendiola (Ullíbarri-Arana, 7 de octubre de 1839-Salvatierra, 24 de diciembre de 1916).

## Biografía
Nació en Ullibarri-Arana, en Álava en el seno de una familia de labradores. Su madre, Apolonia Pérez de Mendiola y su padre, Diego de Sagasti tuvieron tres hijas y tres hijos. Sagasti fue el hijo mayor. A pesar de que por su primogenitura le hubiera correspondido quedarse con la labranza familiar, su padre y su madre vieron en él cualidades para el estudio, por lo que haciendo un notable sacrificio económico le procuraron la opción de estudiar.

### Trayectoria profesional
Desde su juventud mostró una inteligencia prodigiosa y un afán por el estudio y las ciencias. Por eso, aunque acudía con cierta regularidad a la escuela mixta de su pueblo, ya que las faenas agrícolas de la familia no le permitían mucha libertad, su tío, cura de la localidad, quiso enriquecer la inquieta mente de su sobrino enseñándole gramática latina, de manera que con 14 años, aunque no tenía título, al quedar vacante la plaza para profesor de su pueblo, con el apoyo que le brindaban sus vecinos, que conocían su capacidad, consiguió ejercer en su escuela durante seis meses.
Posteriormente, sin dejar de estudiar por su cuenta, ocupó otra plaza vacante en Atauri durante dos años. En 1855, con 16 años, fue contratado para impartir clase en la escuela elemental de Onraita. Con tal afán y profesionalidad ejercía su trabajo que su fama pronto se extendió, siendo contratado por las escuelas de San Vicente de Arana y Andollu.
Obtuvo en 1858 una plaza de pasante en un colegio de Bilbao. En esta escuela hizo una gran labor y era muy estimado por su director, sin embargo, quiso completar sus estudios matriculándose en 1860 en la Escuela Normal Superior de Maestros en Vitoria. Una vez obtenido el título de maestro, consiguió en 1863 una plaza en Salvatierra. Aquí realizó un trabajo impecable. En esos momentos el nivel de los alumnos de Salvatierra era muy inferior a la media la actitud aptitud del alumnado hacia el estudio era muy negativa. Sagasti consiguió despertar la inteligencia dormida de sus estudiantes y darles una educación adecuada. Trabajó no sólo en la instrucción de sus alumnos, sino también con las familias de los mismos y con las autoridades municipales. Su esfuerzo bien pronto se vio reflejado en resultados, no sólo académicos, sino también en conseguir entre la sociedad aguraindarra prestigiar la necesidad de que sus hijos recibiesen una adecuada educación.
Desde el año en el que la plaza fue de su propiedad, en 1864, hasta el de su jubilación, 1906, desempeñó una gran labor en las escuelas de Salvatierra. De manera que, dado que la asistencia de alumnado a la escuela iba en aumento, se ordenó ampliar las instalaciones y nombrar un ayudante para el profesor Marcos Sagasti.
En los 42 años que estuvo frente a la escuela, tuvo aproximadamente 2.000 alumnos, muchos procedentes de Álava, Navarra, Guipúzcoa, Vizcaya, Burgos y Logroño, impartiendo entre clases generales y particulares, 10 horas de diarias.

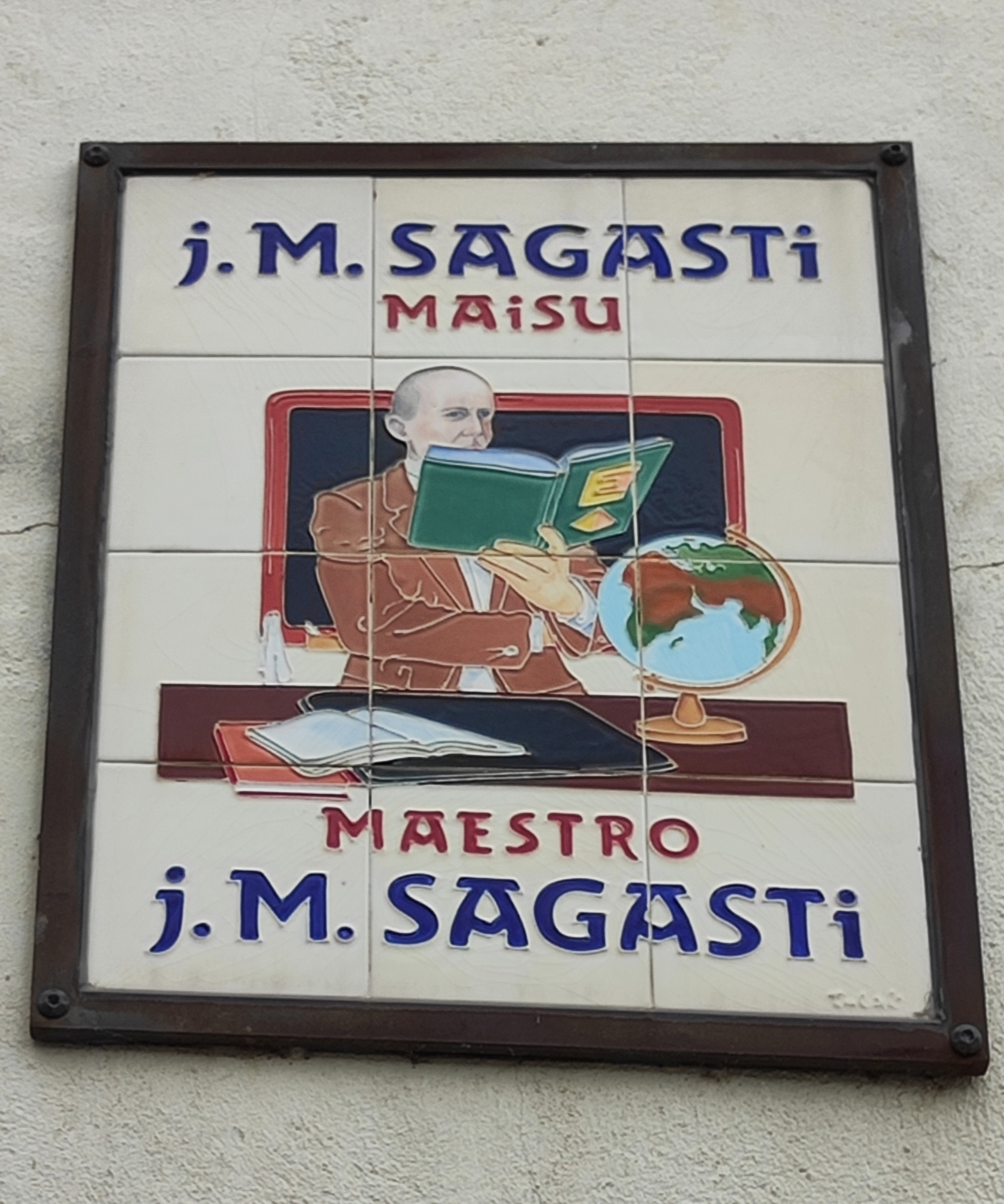
Plaza en Salvatierra

## Premios y reconocimientos
- 1864 La Junta de Instrucción Pública le otorgó la Medalla de Plata.[5]
- 1916 Inauguración en Salvatierra de un monumento en su homenaje erigido por su alumnado.[6][7]
- 1916 La Diputación Foral encargó una biografía de Sagasti a José María Azcarraga para reconocer su labor pedagógica.[8]
- 2016 Reinauguración del monumento homenaje a Sagasti.[2]
- Una plaza de Salvatierra lleva su nombre.

## Vida personal
Contrajo matrimonio en 1864 con Lorenza Pérez de Landazabal. Tuvieron siete hijos, uno de los cuales, Ramón, fue un notable músico, organista de las parroquias de Salvatierra. José Marcos Sagasti falleció el día 24 de diciembre de 1916, a los pocos meses de la inauguración de un monumento en su homenaje.